# Jean Riolan el Joven
Jean Riolan el Joven (Amiens, 15 de febrero de 1577 — París, 19 de febrero de 1657) fue médico, botánico y anatomista francés.

## Biografía
Hijo del renombrado anatomista francés Jean Riolan el Viejo (1539-1605), estudió en la Universidad de París en 1602, licenciándose en 31 de mayo de 1604 y obteniendo el doctorado el 1 de julio de 1604. Durante casi toda su vida fue médico personal de María de Médici (1575-1642). Era también un personaje muy influyente en la Facultad de Medicina de París. Fue uno de los principales defensores de las enseñanzas de Galeno, combatiendo con vehemencia las de Paracelso.
Tenía puntos de vista contrapuestos a los de la teoría del sistema circulatorio de la sangre de William Harvey (1578-1657). Riolan creía que la sangre circulaba por los vasos sanguíneos hasta las extremidades del cuerpo y retornaba al corazón solamente dos o tres veces por día. También afirmaba que la sangre subía y descendía dentro de las venas y que era recibido como alimento por las diferentes partes del cuerpo. Riolan tampoco creía que el corazón movía la sangre, y en vez de eso, propuso que la sangre mantenía al corazón en movimiento, de manera análoga a como el agua mueve la rueda del molino. Tuvo otros desencuentros con Harvey, como el papel del hígado como órgano que fabricaba la sangre. Era contrario a la práctica de la vivisección, afirmando que muertes violentas y dolorosas sufridas por los animales de investigación los colocaba en una condición anormal, llevándonos a teorías incorrectas sobre la funcionalidad de animales saludables.
Riolan criticó a Thomas Bartholin sobre la cuestión del descubrimiento del sistema linfático hecha por el científico. Sus obras más conocidas son Anthropographie (1618), un tratado de anatomía humana y Opuscula anatomica (1649), donde critica las ideas de Harvey sobre el sistema circulatorio.
El epónimo "Anastomosis de Riolan" fue bautizado en su homenaje, tratándose de la conexión mesentérica arterial entre las arterias mesentéricas superior e inferior. Las hebras marginales del párpado del músculo de la globo ocular son conocidos como "músculo de Riolan". El músculo cremáster es también un epónimo creado para homenajearlo. En 1626, hizo una solicitud para la creación de un Jardín Botánico en París, que fue autorizado por Luis XIII. Riolan también fue criticado por Domenico Marchetti (1626-1688), sucesor de Johann Vesling (1598-1649) en la Universidad de Padua y profesor de Thomas Bartholin.

## Obras
- Obras anatómicas de Jean Riolan. Edición de francés de Pierre Constant, París, Denys Moreau, 1628-1629.
- Universae medicinae compendia, 1601.
- Schola academica, in-8, 1604.
- Comparatio veteris medicinae cum noua, Hipocraticae cum Hermetica, dogmatic ... 1605
- Joann. Riolani De monstro nato Lutetiae anno 1605 disputatio philosophicae - 1605
- Gigantomachie pour respondre à la Gigantostologie. s.l., s. n., 1613
- L’imposture descouverte des oc humains supposés, et faussement attribués au roy Theutobocus, Paris, Pierre Ramier, 1614.
- Ars bene merendi — online: capítulos sobre o tratamento dos olhos - 1618
- Anthropographia, Paris, 1626
- Opuscula nova anatomica, judicium novum de venis lacteis tam mesentericis quam theoracicis adversus Th. Batholinum. Lymphatica vasa Bartholini refutata. Animadversiones secundae ad anatomiam reformatam Bartholini. Ejusdem dubia anatomica de lacteis thoracicis resoluta. Hepatis funerati et ressuscitati vindicae. Parisiis : apud Viduam Mathurini du Puis, viâ Iacobæá, sub signo Coronæ Aureæ. 1649, 1653.
- Curieuses recherches sur les escholes en médecine de Paris et de Montpellier, nécessaires d'estres sceuës pour la consevation de la vie, par un ancien docteur en médecine de la faculté de Paris. Paris, G. Meturas, 1651.
- Manuel anatomique et pathologique, ou Abrégé de toute l'anatomie et des usages que l'on en peut tirer pour... la guérison des maladies... Nouvelle édition corrigée & augmentée de la 6e partie, sur les mémoires et livres imprimez de l'autheur. Paris, G. Meturas, 1661.
- Gigantologie. Histoire de la Grandeur des Geants, où il est demostré, que de ... - 1668